# Ahmet Haşim

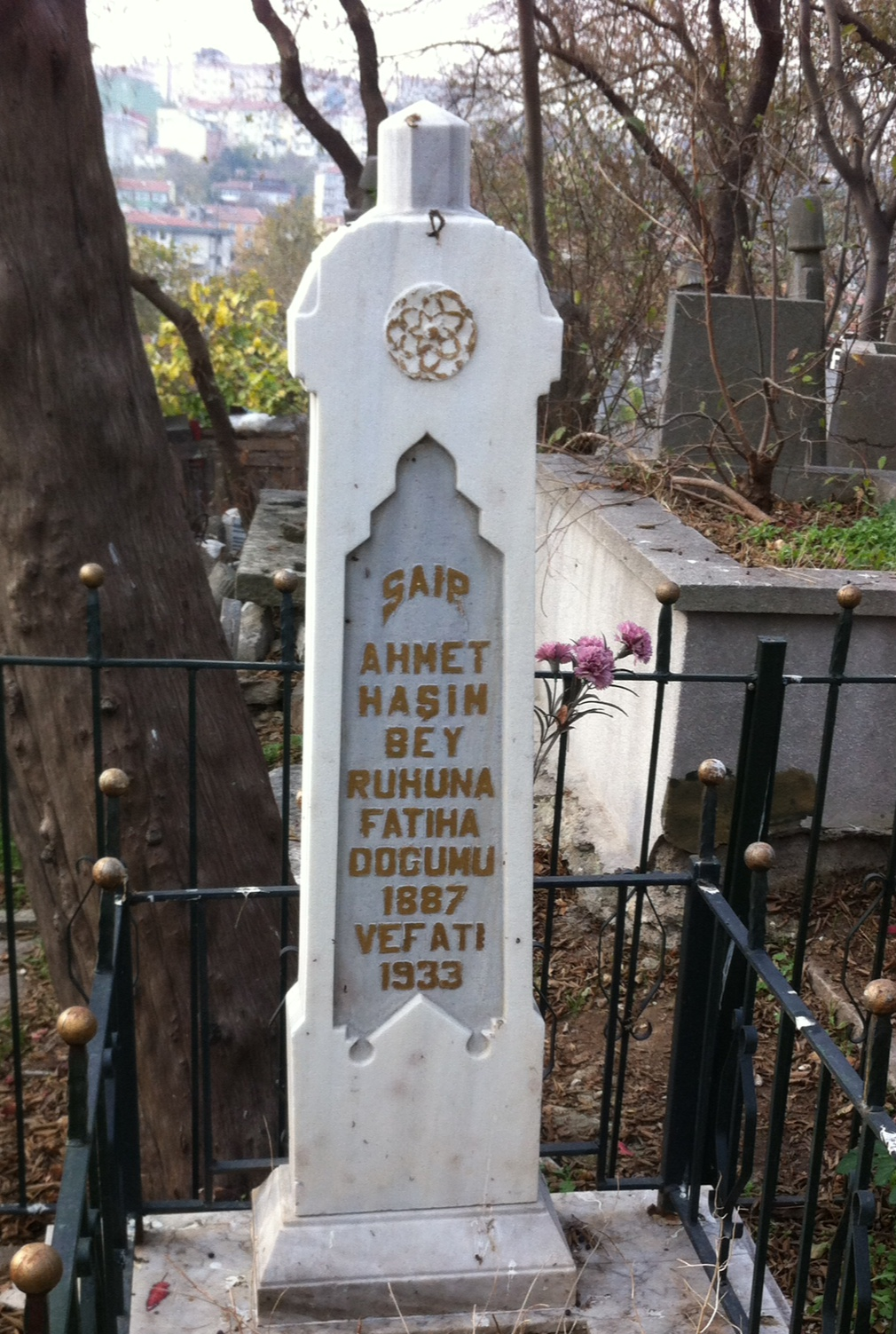
Grab Ahmet Haşims in Eyüp

Ahmet Haşim (* zwischen 1883 und 1887 vermutlich in Bagdad; † 4. Juni 1933 in Istanbul; auch geschrieben als Ahmed Hâşim, osmanisch احمد هاشم İA Aḥmed Hāşim) war ein einflussreicher türkischer Dichter des frühen 20. Jahrhunderts.

## Leben

### Kindheit und Schule
Ahmet Haşim wurde um das Jahr 1884 in Bagdad geboren. Er stammte von Familien ab, die bekannte Religionsgelehrte hervorgebracht hatten. Der Urgroßvater mütterlicherseits, Emin Efendi, gehörte dazu und war auch Mitglied des ersten osmanischen Parlaments. Ahmet Haşims Vater war der Gouverneur des osmanischen Sandschak von Fizan. Die Mutter war schwer krank und starb, als Ahmet acht Jahre alt war. Die Folgezeit ist geprägt durch eine enge Bindung an den Vater, der ihn auf den zahlreichen Dienstreisen in seinem Verwaltungsbezirk mitnahm, so dass kein regelmäßiger Schulbesuch zustande kam.
Um 1894/95 zog Haşim mit seinem Vater nach Istanbul. Da er in Bagdad kein Türkisch gelernt hatte, sondern mit Arabisch aufgewachsen war, musste er diese Sprache erst etwa ein Jahr nachlernen, bevor dort eingeschult werden konnte. Dann aber besuchte er das Galatasaray-Gymnasium als Internatsschüler. Hier lernte er als Fremdsprachen Französisch, Persisch und hatte auch weiter im Arabischen Unterricht. Auch klassische orientalische Dichtung wurde unterrichtet. Zu seinen Literaturlehrern gehörte Tevfik Fikret (1867–1915). In dieser Zeit heiratete sein Vater erneut, was die enge emotionale Bindung zu ihm zerbrechen ließ. Das Abitur legte Ahmet Haşim 1906 ab.

### Beruf
Zunächst arbeitete er in der staatlichen Verwaltung und studierte nebenher Rechtswissenschaft. Ohne das Studium abzuschließen, wurde er 1908 als Französischlehrer nach Izmir versetzt. Dort befreundete er sich mit dem Literaten und Diplomaten Yakup Kadri Karaosmanoğlu (1889–1974). In dieser Zeit schrieb er erste Gedichte. Ab 1910 war er als Übersetzer in der Staatsschuldenverwaltung tätig. Im Ersten Weltkrieg eingezogen diente er zunächst in Çanakkale, ab 1917 krankheitsbedingt dann als Inspektor der Truppenverpflegung. Nach dem militärischen Zusammenbruch des Osmanischen Reiches war er arbeitslos und geriet in große materielle Not. Ab 1920 konnte er dann als Professor der Ästhetik an der Akademie der schönen Künste und als Französischlehrer an der Istanbuler Universität lehren. 1921 wechselte er erneut zur Staatsschuldenverwaltung, wo er bis zur Ausrufung der Türkischen Republik 1923 arbeitete. 1924 verbrachte er den Sommer in Paris. Viele Jahre lang schrieb er auch für die Zeitungen Akşam und İkdâm. Hauptberuflich war er nun für die Osmanlı Bankası tätig.
Ab 1927 setzten erneut gesundheitliche Probleme ein. Wiederholt begab er sich für längere Zeit zur Behandlung nach Paris. Herzmuskel, Leber und Niere waren betroffen. Er gab die Stelle bei der Bank auf und arbeitete in mehreren Privatschulen als Französischlehrer. Kurzfristig gehörte er auch dem Vorstand der Anatolischen Eisenbahn an. Nach Klinikaufenthalten in Istanbul begab er sich im Herbst 1932 zur Behandlung nach Frankfurt am Main. Aus diesem Anlass entstand sein Frankfurter Reisebericht (Frankfurt Seyahatnamesi). Gesundheitlich aber ging es ihm nach der Rückkehr nach Istanbul immer schlechter. Vier Tage vor seinem Tod heiratete er seine Krankenpflegerin. Er starb am 4. Juni 1933.

## Dichtung
Ahmet Haşims erste Gedichte wurden zwischen 1900 und 1912 in der literarischen Zeitschrift Mecmua-i Edebiye veröffentlicht. Später war er ein Mitglied der Bewegung, die als Fecr-i Âtî oder Dämmerung der Zukunft bekannt wurde. Danach wurde er zusammen mit anderen Dichtern im Journal Dergâh veröffentlicht. Um 1921 veröffentlichte er sein erstes Buch mit Gedichten unter dem Titel Göl Saatleri (Stunden des Sees). Sein zweiter Gedichtband, Piyâle (Die Wein-Schale), folgte 1926.
Ein berühmtes Gedichte aus dem Gedichtband Piyâle ist Merdiven (Treppenhaus):
آغير، آغير چيقه جقسك بو مرديونلردن

أتکلرکده کونش رنکى بر ييغين ياپراق

..و بر زمان باقه جقسك سمايه آغلايه رق

 ،صولر صاراردى … يوزك پرده پرده صولمقده

..قیزيل هوالرى سير ايت که آقشام اولمقده
Ağır, ağır çıkacaksın bu merdivenlerden,

Eteklerinde güneş rengi bir yığın yaprak,

Ve bir zaman bakacaksın semâya ağlayarak..

Sular sarardı.. yüzün perde perde solmakta,

Kızıl havaları seyret ki akşam olmakta..
Dieses Gedicht zeigt, dass Haşim sorgfältig vorgewählte natürliche Bilder verwendet, um den emotionalen Zustand der Person des Gedichtes auszudrücken. Viele von Haşims neueren Gedichten, besonders die in Piyâle, verwenden diese Technik auf eine sehr prägnante Art. Sie zeigen den Einfluss nicht nur des Symbolismus, sondern auch der Haiku-Poesie, die Haşim zu dieser Zeit las.

## Werke
- Bize Göre, 1928. – Deutsch: Ansichtssachen, Manzara Verlag, Pfungstadt 2012. ISBN 978-3-939795-20-9
- Bütün Kitapları. İstanbul: Oğlak Yayıncılık ve Reklamcılık Ltd. Şti. 2004. ISBN 975-329-466-2
- Bütün Şiirleri. Ed. İnci Enginün, Zeynep Kerman. İstanbul: Dergah Yayınları, 2003. ISBN 975-7462-69-1
- Frankfurt Seyahatnamesi. 1933. – Deutsch: Frankfurter Reisebericht. Frankfurt 2008. Literaturca Verlag. ISBN 3-935535-18-X
- Göl Saatleri (گول ساعتلرى, „Hours of the Lake“), 1921
- Gurebâhâne-i Laklakan, 1928
- Hayatı—Sanatı—Eserleri. İstanbul: Boğaziçi Yayınları. Hrsg.: Ahmet Özdemir. 1997. ISBN 975-451-151-9
- Piyâle (پياله, „Goblet“), 1926